# Devis Miorin
Devis Miorin (né le 24 mars 1976 à San Vito al Tagliamento) est un coureur cycliste italien.

## Palmarès, résultats et classements mondiaux

### Palmarès
- 1996
  - 3e de la Coppa San Vito
- 1997
  - Giro della Provincia di Rovigo
  - Tour de la vallée d'Aoste
- 1998
  - Trofeo Alcide Degasperi
- 1999
  -  Champion d'Italie élites sans contrat
  - Giro del Medio Brenta
  - Giro del Piave
- 2002
  - 1re étape de l'Uniqa Classic
  - 3e de l'Uniqa Classic

### Résultats sur les grands tours

#### Tour d'Italie
1 participation
- 2001 : 123e

#### Tour d'Espagne
1 participation
- 2005 : 109e

### Classements mondiaux
| Année            | 2006 | 2007 | 2008 |
| ---------------- | ---- | ---- | ---- |
| UCI Europe Tour  | 273e |      | 877e |
| UCI America Tour |      | 254e |      |
| UCI Asia Tour    |      |      | 130e |